# Gauliga Sachsen 1940/41
De Gauliga Sachsen 1940/41 was het achtste voetbalkampioenschap van de Gauliga Sachsen. De twee groepen werden weer samengevoegd in één poule van twaalf clubs. Dresdner SC werd opnieuw kampioen en plaatste zich voor de eindronde om de Duitse landstitel, waar de club derde werd.  

## Eindstand
| Plaats | Club                   | Wed. | W  | G | V  | Saldo  | Ptn.  |
| ------ | ---------------------- | ---- | -- | - | -- | ------ | ----- |
| 1.     | Dresdner SC            | 22   | 20 | 2 | 0  | 126:22 | 42:20 |
| 2.     | Planitzer SC           | 22   | 13 | 5 | 4  | 71:41  | 31:13 |
| 3.     | Polizei SV Chemnitz    | 22   | 13 | 1 | 8  | 98:63  | 27:17 |
| 4.     | Riesaer SV             | 22   | 11 | 4 | 7  | 57:49  | 26:18 |
| 5.     | VfB Leipzig            | 22   | 10 | 3 | 9  | 55:44  | 23:21 |
| 6.     | Chemnitzer BC          | 22   | 10 | 3 | 9  | 47:49  | 23:21 |
| 7.     | TuRa 1899 Leipzig      | 22   | 9  | 4 | 9  | 60:54  | 22:22 |
| 8.     | SV Fortuna Leipzig     | 22   | 10 | 2 | 10 | 52:56  | 22:22 |
| 9.     | BC 1913 Hartha         | 22   | 10 | 0 | 12 | 62:57  | 20:24 |
| 10.    | Sportfreunde Dresden   | 22   | 7  | 3 | 12 | 59:81  | 17:27 |
| 11.    | SC Wacker 1895 Leipzig | 22   | 3  | 2 | 17 | 32:97  | 08:36 |
| 12.    | VfB 1907 Glauchau      | 22   | 0  | 3 | 19 | 20:126 | 03:41 |

|  | Kampioen, geplaatst voor nationale eindronde |
|  | Degradatie naar de Bezirksklasse             |

## Promotie-eindronde
| Plaats | Club                      | Wed. | Saldo | Ptn. |
| ------ | ------------------------- | ---- | ----- | ---- |
| 1.     | Döbelner SC               | 6    | 31:8  | 10:2 |
| 2.     | SV Guts Muts Dresden      | 6    | 22:21 | 8:4  |
| 3.     | Sportfreunde Markranstädt | 6    | 26:17 | 4:8  |
| 4.     | VfL 1905 Zwickau          | 6    | 11:44 | 2:10 |

|  | Promotie naar Gauliga Sachsen 1941/42 |